# Crime (албум)
Crime је други студијски албум бенда E-Play. Издат је за ПГП РТС 2005. године.
Састав бенда који је свирао на албуму чинили су Биљана Тодоровски, Маја Цветковић, Дамјан Дашић и Марко Миливојевић. У раду на неким од песама учествовали су и гостујући музичари. Музику, текстове и аранжман урадиле су Маја Цветковић и Биљана Тодоровски. Маја Цветковић, оснивач и једини стални члан бенда током његовог постојања, касније је кроз критички осврт на албум рекла да је након његовог изласка увидела потребу за бољим текстовима.

## Списак песама
| №               | Назив                      | Аутор(и)                        | Трајање |  |
| 1.              | In the middle              | Б. Тодоровски (т)               | 6:55    |  |
| 2.              | Goocha                     | М. Цветковић (т)                | 3:26    |  |
| 3.              | Права ствар                | М. Цветковић, Б. Тодоровски (т) | 4:28    |  |
| 4.              | Words / Wicked             | М. Цветковић (т)                | 5:36    |  |
| 5.              | Заборави                   | Б. Тодоровски (т)               | 3:39    |  |
| 6.              | Crime                      | М. Цветковић, Б. Тодоровски (т) | 3:44    |  |
| 7.              | Wanted                     | Б. Тодоровски (т)               | 6:06    |  |
| 8.              | Хеј ти!                    | М. Цветковић, Б. Тодоровски (т) | 2:10    |  |
| 9.              | Once again                 | М. Цветковић, Б. Тодоровски (т) | 3:10    |  |
| 10.             | Брига                      | М. Цветковић, Б. Тодоровски (т) | 3:01    |  |
| 11.             | Wish                       | М. Цветковић, Б. Тодоровски (т) | 6:25    |  |
| 12.             | One Again (Hysteric Remix) |                                 | 3:29    |  |
| Укупно трајање: | Укупно трајање:            | Укупно трајање:                 | 52:34   |  |

- Као ауторке музике и аранжмана наведене су Маја Цветковић и Биљана Тодоровски.[5]

## Музичари
| Састав групе - Биљана Тодоровски — вокал и гитара - Маја Цветковић — бас гитара, вокал, грувбокс, програмирање - Дамјан Дашић — бубњеви - Марко Миливојевић — грувбокс | Гостујући - Немања Којић Којот — вокал и тромбон (4) - Саша Локнер — клавијатуре (4, 5, 7, 10) - Дамир Милутинов — вокал (6) - Драгољуб Марковић — клавијатуре (1) - Јован Ружић — програмирање (2, 11) |

## Остали сарадници
- Никола Врањковић — сниматељ и продуцент
- Марко Јовановић — техничка подршка
- Никола Врањковић, Бранко Маћић и Драгољуб Марковић — мастеринг
- Ђорђе Поповић — фотографија
- Марко Гуцунски — дизајн
- Урош Миловановић и Саша Ловков — Hysteric Remix[5]